# EarthRights International
EarthRights International (ERI) est une organisation américaine à but non lucratif de défense des droits de l'homme et de l'environnement fondée en 1995 par Katie Redford, Ka Hsaw Wa et Tyler Giannini,,.

## Procédures judiciaires
- Doe v. Unocal Corp. (en)
- Wiwa v. Royal Dutch Shell Co. (en)
- Doe v. Chiquita Brands International (en)